# Ermensee
Ermensee ist eine politische Gemeinde im Wahlkreis Hochdorf des Kantons Luzern in der Schweiz.

## Geographie
Ermensee liegt zwischen dem Baldeggersee und dem Hallwilersee östlich der Erlosen. Durch die Gemeinde fliesst der Aabach. Ausser dem Dorf umfasst die Gemeinde den Weiler Herrenberg (493 m ü. M.), der ein paar hundert Meter südlich des Dorfs liegt. Das Gemeindegebiet von 572 ha wird zu 53,1 % landwirtschaftlich genutzt; 36,4 % sind von Wald und Gehölz bedeckt und 9,8 % als Siedlungsfläche überbaut (Stand 2015/2016).
Nachbargemeinden von Ermensee sind Beromünster, Hitzkirch und Römerswil.
Beromünster und Römerswil sind infolge der Eingemeindung der früher selbständigen Gemeinden Schwarzenbach (2004 zu Beromünster) und Herlisberg (2005 zu Römerswil) zu Nachbargemeinden geworden.

## Bevölkerung
Die Zahl der Einwohner wuchs bis zum Ende der ersten Hälfte des 19. Jahrhunderts mässig an (1798–1850: +25,3 %). Danach folgte bis 1910 ein Bevölkerungsrückgang (1850–1910: −25,4 %). Die Gemeinde zählte daher 1910 weniger Einwohner als 1798. 1970 erreichte die Einwohnerzahl den Tiefpunkt. Damals wohnten 529 Menschen in Ermensee. Bis zur Jahrtausendwende wuchs die Gemeinde stark (1970–2000: +44,6 %), seither setzt sich das Wachstum mässig fort (2000–2020: +34,5 %). Im Jahre 2020 wohnten erstmals mehr als 1000 Menschen in Ermensee.
Quellen: 1798–1837: Helvetische und kantonale Volkszählungen; 1850–1980 Volkszählungsergebnisse, 1981–2010 ESPOP, seit 2011 STATPOP

### Sprachen
Die Bevölkerung spricht eine hochalemannische Mundart. Bei der letzten Volkszählung im Jahr 2000 sprachen 96,11 % Deutsch, 1,74 % Albanisch und 0,67 % Serbokroatisch als Hauptsprache/Alltagssprache.

### Religionen – Konfessionen
Früher war die gesamte Bevölkerung römisch-katholisch. Derzeit ergibt sich folgendes Bild: 84,85 % römisch-katholische, 8,58 % evangelisch-reformierte und 0,94 % orthodoxe Christen. Daneben gibt es 2,41 % Konfessionslose und 0,94 % Muslime (Stand 2000).

### Herkunft – Nationalität
Ende 2020 zählte die Gemeinde 1029 Einwohner. Davon waren 895 Schweizer Staatsangehörige und 134 (= 13,0 %) Menschen anderer Staatsangehörigkeit. Die grössten Zuwanderergruppen kommen aus Deutschland (31 Menschen), Italien (25), dem Kosovo (16), Österreich (9), Frankreich (8) und Portugal (7).

## Geschichte

Luftbild (1952)

Der Ort wurde bereits in der Römerzeit bewohnt. Er gehörte später den Grafen von Lenzburg, welche ihn dem Chorherrenstift Beromünster schenkten. Erstmals erwähnt wird Armense im Jahr 1036, in der Schenkungsurkunde des Grafen Ulrich I. von Lenzburg an den Chorherrenstift. Die Grafen von Kyburg bauten ums Jahr 1227 eine Burg, die nach deren Aussterben an die Habsburger fiel. Die Festung, deren Verwalter die Herren von Lieli waren, wurde 1386 von den Eidgenossen zerstört. Bis zum Jahr 1415 übten die Habsburger noch die nominelle Herrschaft aus, und Ermensee gehörte zum Amt Richensee. Das Dorf geriet dann unter die Herrschaft der Stadt Luzern und wurde bis 1798 als Teil des Michelsamts vom Chorherrenstift Beromünster verwaltet. Das Dorf wurde 1712 im zweiten Villmergerkrieg von den Bernern geplündert. Von 1798 bis 1803 waren französische Truppen in Ermensee stationiert. Es gehörte von 1798 bis 1801 zum Distrikt Münster, kam 1801 zum neu gegründeten Kanton Baden – aber bereits 1803 wieder zu Luzern. Seither ist es Teil des damals neu geschaffenen Amts Hochdorf.

## Kultur

### Kulturverein
Der Kulturverein Ermensee setzt sich ein für die ursprünglichen Bräuche und die Pflege der Gemeinschaft in der Bevölkerung.

## Politik

### Gemeinderat
Der Gemeinderat Ermensee besteht aus fünf Mitgliedern und ist wie folgt aufgestellt (Amtsdauer 2024–2028):
- Andreas Müller (die Mitte): Gemeindepräsident, Sicherheit
- Reto Müller (die Mitte): Finanzen
- Markus Fehr (parteilos): Gesundheit und Soziales
- Patrick Herzog (SVP): Bildung und Kultur
- Stefan Trottmann: Bau, Umwelt und Wirtschaft

### Kantonsratswahlen
Bei den Kantonsratswahlen 2023 des Kantons Luzern betrugen die Wähleranteile in Ermensee: SVP 38,10 %, Mitte 30,36 %, FDP 14,46 %, SP (mit JUSO) 8,08 %, Grüne (mit JG) 5,88 % und glp 3,12 %.

### Nationalratswahlen
Bei den Schweizer Parlamentswahlen 2023 betrugen die Wähleranteile in Ermensee: SVP 36,9 %, Mitte 31,4 %, FDP 12,1 %, SP 7,3 %, glp 4,3 %, GPS 4,2 %, übrige 3,8 %.

## Verkehr

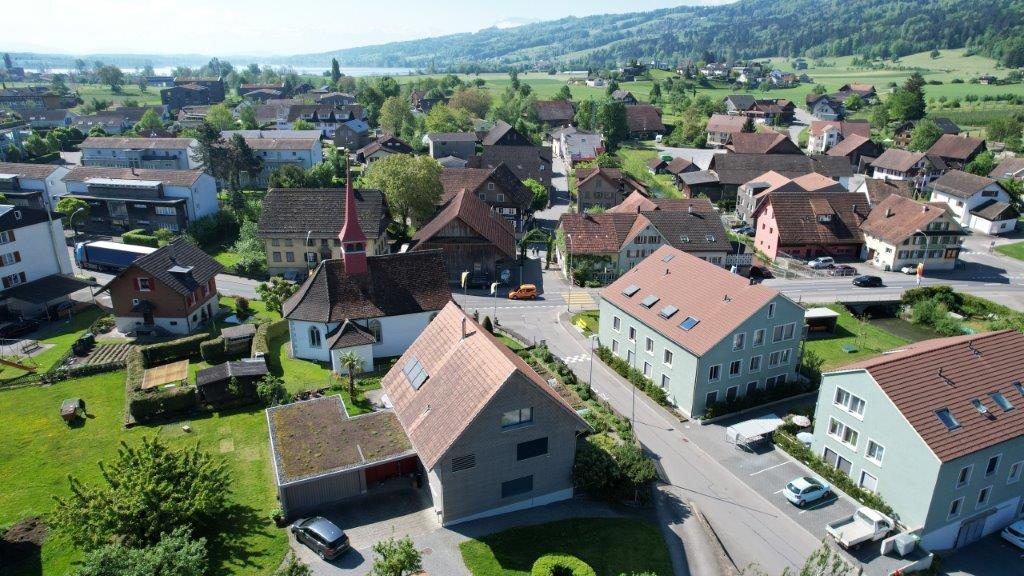
Blick auf das Zentrum von Ermensee

Die Gemeinde ist durch die Bahnlinie Luzern-Lenzburg, die so genannte Seetalbahn, ans Netz des Öffentlichen Verkehrs angeschlossen und verfügt über eine eigene Haltestation. Der Ort liegt an der Hauptstrasse zwischen Luzern und Lenzburg. Die nächstgelegenen Autobahnanschlüsse sind Sursee in 18 km Entfernung an der A2 und Lenzburg in 22 km Entfernung an der A1.

## Persönlichkeiten
- Damian Müller (* 1984), in Ermensee geborener Politiker und Mitglied des Ständerats

## Bilder

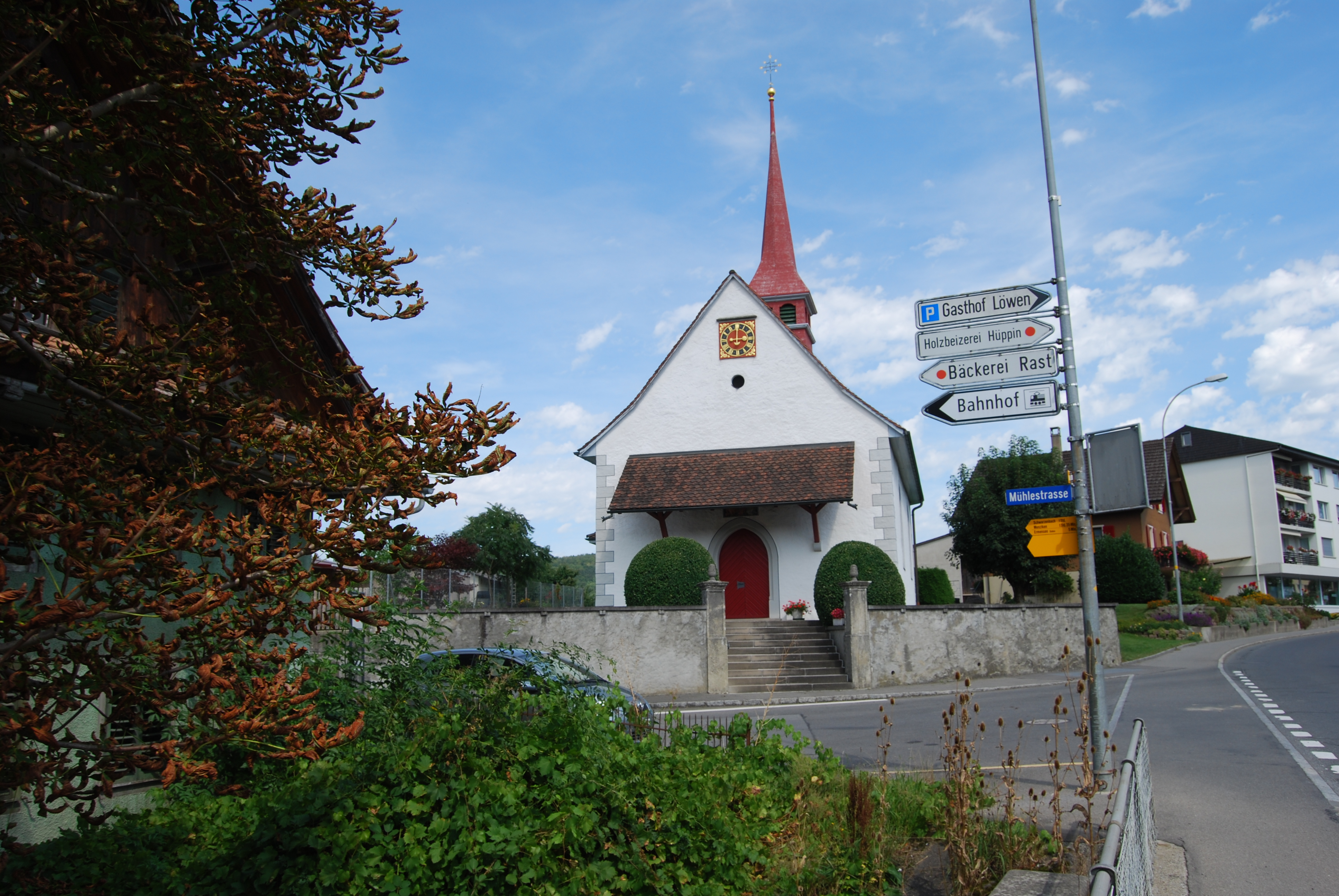
St. Jakob-Kapelle
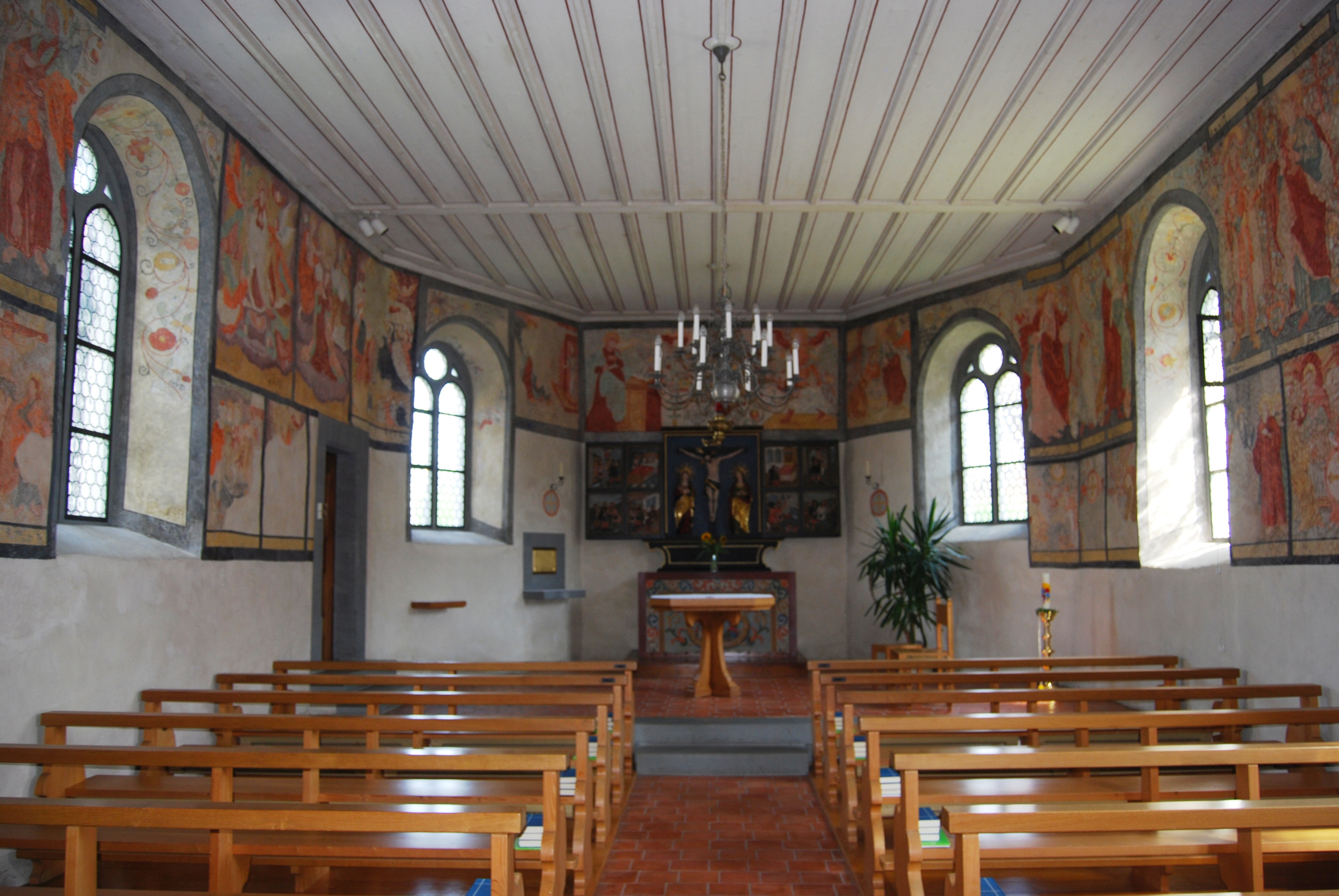
Innenansicht der St. Jakob-Kapelle
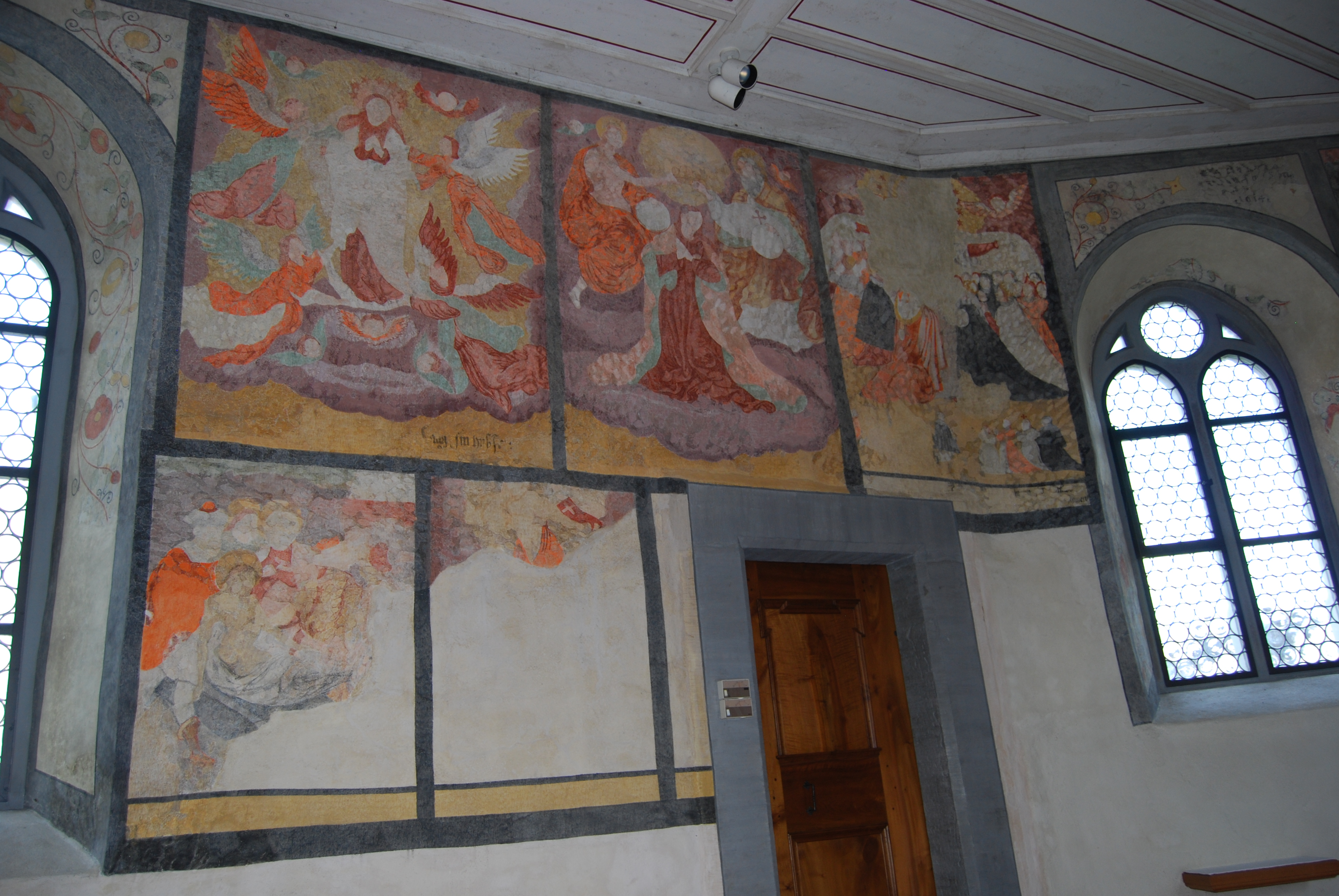
Fresken in der St. Jakob-Kapelle
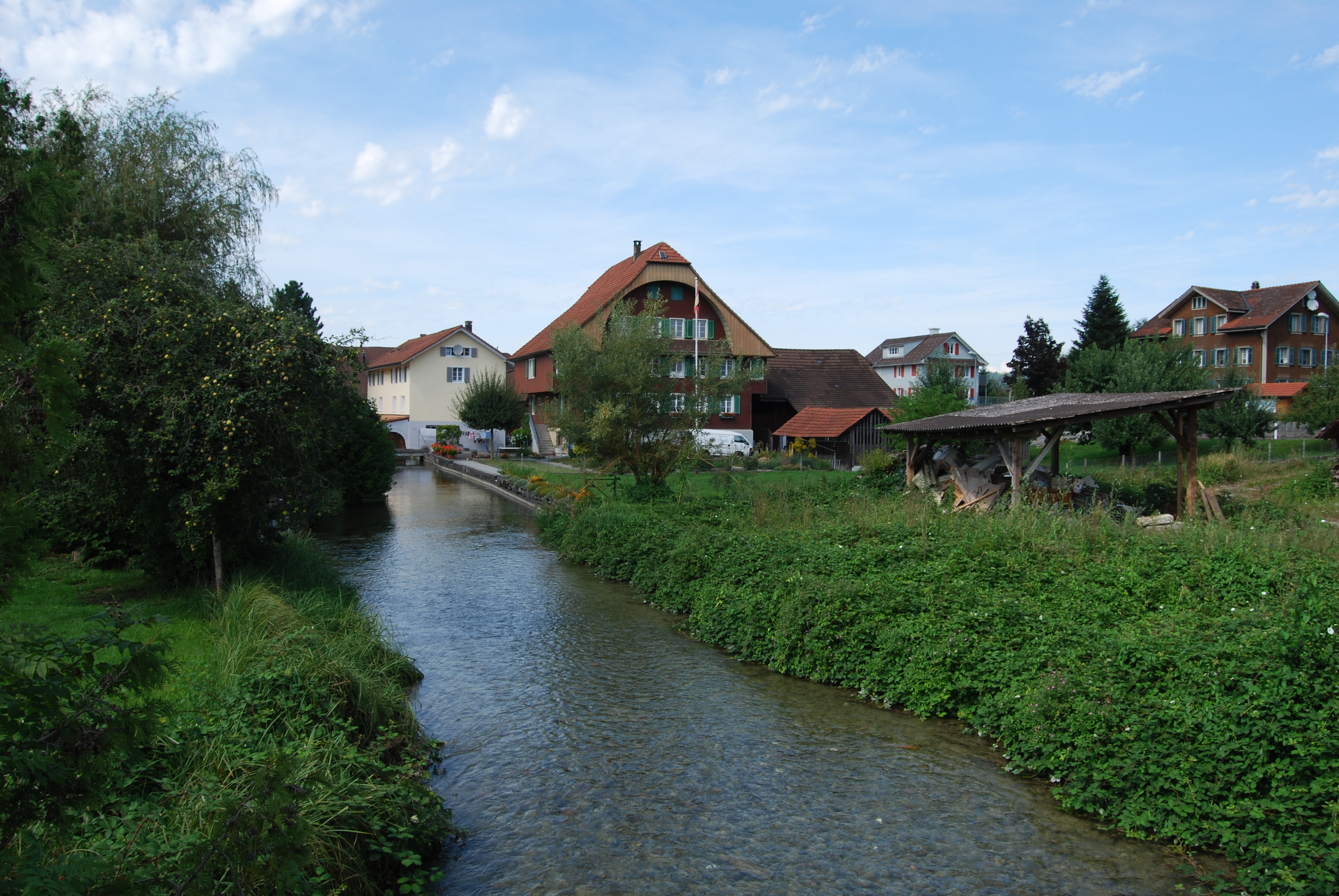
Aabach in Ermensee
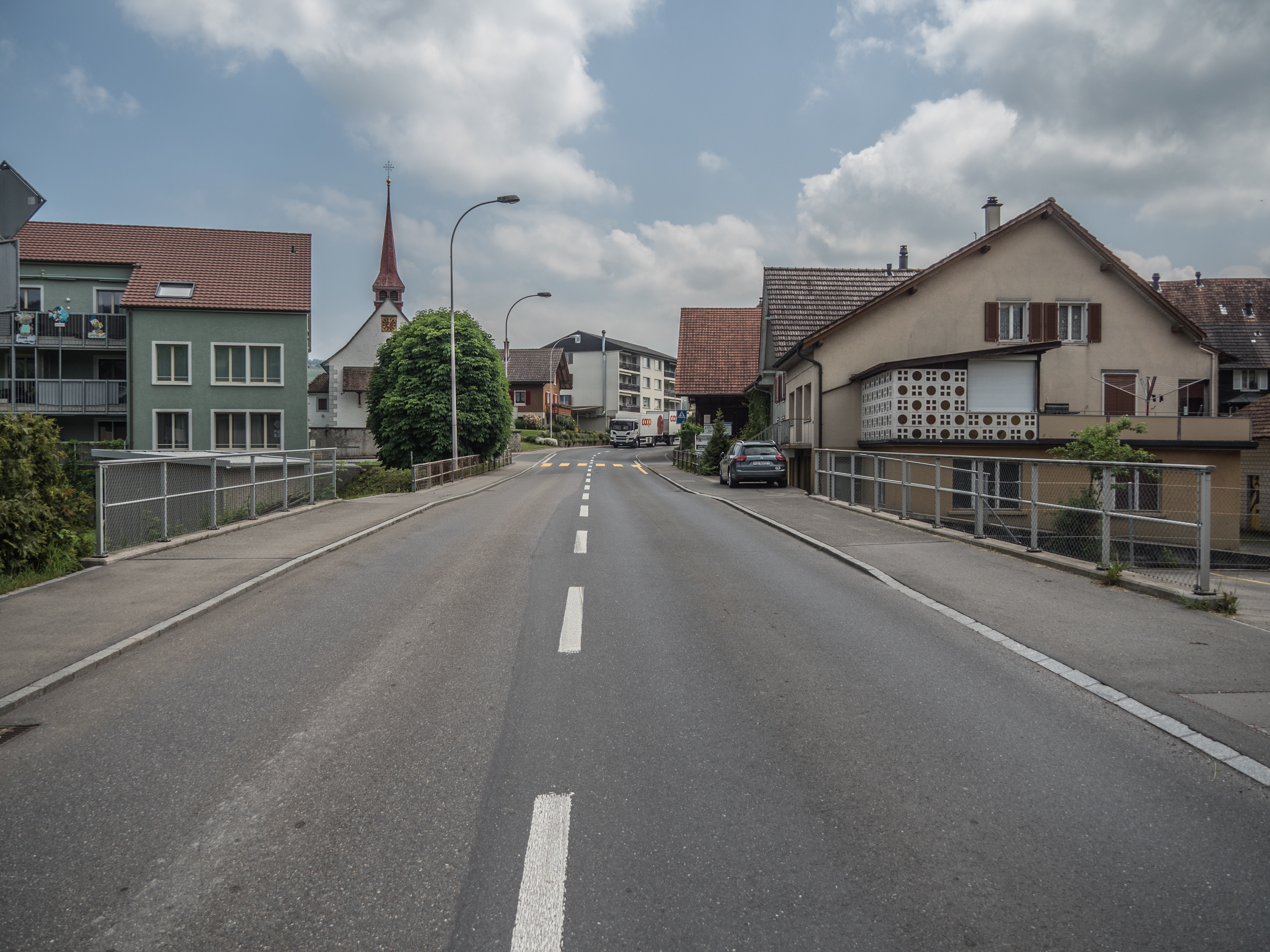
Hauptstrasse 26: Brücke über den Aabach in Ermensee